# دونيل تايلور
دونيل تايلور (بالإنجليزية: Donell Taylor)‏ مواليد 26 يوليو 1982 في مونتغومري، هو لاعب كرة سلة أمريكي. بدأ مسيرته الاحترافية في سنة 2005. يلعب في الدوري البلغاري الوطني لكرة السلة. يبلغ طوله 6 قدم 6 بوصة (2.0 م).

## المسيرة الاحترافية
لعب مع واشنطن ويزاردز من سنة 2005 إلى 2007، ثم لعب مع نادي كازالي لكرة السلة في موسم 2010–2011، ثم لعب مع بالاكانسترو ريجيانا في الدوري الإيطالي من سنة 2011 إلى 2013، ثم لعب مع رير فينيزيا مستري في موسم 2013–2014.

## روابط خارجية
- دونيل تايلور على موقع إن بي أي (الإنجليزية)
- دونيل تايلور على موقع سبورتس رفرنس (الإنجليزية)
- دونيل تايلور على موقع كرة السلة الأوروبية.كوم (الإنجليزية)
- دونيل تايلور على موقع DraftExpress.com (الإنجليزية)
- دونيل تايلور على موقع كلية كرة السلة في سبورتس رفرنس.كوم (الإنجليزية)
- دونيل تايلور على موقع ريلجم (الإنجليزية)
- دونيل تايلور على موقع بروبوليرز (الإنجليزية)
- دونيل تايلور على موقع سبورتس رفرنس (الإنجليزية)
- دونيل تايلور على موقع سبورتس رفرنس (الإنجليزية)